# 戶田泰成
户田泰成（日语：戸田 泰成，1970年11月—）是一名日本漫画家，出身於大分县。過去在成人漫画作品中曾使用筆名鳥利蒸師（とりむし）。

## 来歴
自高校生时代起就开始向漫画杂志所主办的漫画比赛投稿。
1990年，在集英社《YOUNG JUMP》月度奖中所投稿的《DEAR MY "Mamma"》在同一杂志的增刊号《月刊BEARS CLUB》上连载，是为商业初登场。
1993年，移居東京。同一年，在YOUNG JUMP编辑部的介绍下成为荻野真的助理。1995年辞职后成为一名自由漫画家，以当助理和兼职谋生同时继续发表作品。1998年，第一部单行本《剣の鳳凰》发售。
2000年，以鳥利蒸師的名義在海王社《コミックウインクル》上連載的成人漫画收录于短編集《過去の屋敷にいる彼女》中发售。
2001年至2002年，秋田書店《週刊少年Champion》所連載的《分身战士》漫画版负责作画。
2002年至2004年，角川書店《月刊少年Ace》所連載的《機動戰士GUNDAM SEED ASTRAY R》漫画版负责作画。
2005年，以健康欠佳为由暂时返乡。
2006年1月，再度上京。同年9月起在秋田書店《CHAMPION RED》连载的《鐵甲人 地球燃盡之日》以及随后的《鐵甲人 通天围城》中负责作画。

## 作品列表
户田泰成 名義
- 剑之凤凰（週刊YOUNG JUMP連載）
- スクライド（週刊少年Champion連載 / シナリオ：黑田洋介）
- 機動戰士GUNDAM SEED ASTRAY R（月刊少年Ace連載 / 脚本：千葉智宏）
- 鐵甲人 地球燃盡之日（CHAMPION RED連載 / 脚本：今川泰宏）
  - 鐵甲人 通天围城（チャンピオンRED連載 / 脚本：今川泰宏）
- キョーギカルタの女（月刊少年天狼星掲載読みきり作品）
- スクライドビギンズ（CHAMPION RED连载结束作品 / シナリオ：黑田洋介）
- スクライド オルタレイションTAO外伝 《無頼旅》（挿絵 / 著者：黑田洋介）

鳥利蒸師 名義
- 過去の屋敷にいる彼女（海王社《コミックウインクル》）- 短編集 成人作品

## 相关人物
荻野真
漫画家。戶田泰成曾经为其担任助理。
山本賢治
漫画家。山本が、手伝いに来ていた戸田に自身の秋田書店の担当者を紹介した事が、戸田が「スクライド」の作画を担当する切っ掛けとなった。